# Alvarado (Kolumbia)
Alvarado – miasto w Kolumbii, w departamencie Tolima.